# باول كامبل (لاعب كريكت)
باول كامبل (بالإنجليزية: Paul Campbell)‏ (11 فبراير 1968 في نيوزيلندا - ) هو لاعب كريكت نيوزلندي.

## وصلات خارجية
- باول كامبل على موقع إي آس بي آن كريك إنفو (الإنجليزية)